# Екологія комах

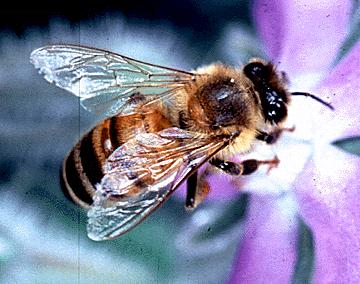
Медоносна бджола

Екологія комах — це наука про те, як комахи, індивідуально або у спільноті, взаємодіють з навколишнім середовищем або екосистемою. Є розділом екології тварин.

## Зміст та завдання
Завданнями екології комах є пізнання формування їх морфологічних та фізіологічних особливостей способу життя залежно від умов середовища, вивчення впливу середовища на чисельність особин даного виду, на характер розподілу їх по території і на формування угруповань організмів, що населяють ту чи іншу територію.
Вона знаходиться в тісному зв'язку з багатьма іншими науками, оскільки синтезує дані, отримані фізіологами, біохіміками, генетиками, систематиками, анатомами, гістологами, морфологами, біогеографами, кліматологами, ґрунтознавцями, гідробіологами. Знання способу життя шкідливих комах у різних умовах середовища створює можливість профілактичних заходів, що перешкоджають їх розмноженню. При визначенні дуже багатьох агрономічних заходів, таких, як терміни і методи оранки, сівозміни, поливи, підбір більш стійких сортів та інших, дуже важливе значення мають екологічні особливості шкідливих видів комах. Є такі шкідники сільського господарства, які можуть бути викорінені майже повністю раціональними прийомами агротехніки. Екологія допомагає визначити не тільки способи, але і найкращі терміни і місця проведення тих чи інших захисних заходів по боротьбі з шкідливими комахами. Без знання екології шкідників та їх паразитів, хижаків і збудників захворювань не можуть бути застосовані біологічні методи боротьби з шкідниками, основні на використанні антагоністичних організмів.

## Мешкання та середовище
Комахи — найбільша група живих організмів, що населяють нашу планету. Деякі вчені оцінюють біорізноманіття комах в кілька мільйонів видів, що перевищує таке всіх інших тварин і рослин разом узятих. Щорічно систематиками описуються сотні невідомих ще науці видів, багато пологи і таксони більш високого рангу.
Такій різноманітності відповідає найширше розповсюдження цих тварин, що мешкають на суші від тропіків до субарктики, піднімаються на висоти понад 5 км та зустрічаються в океанах в сотнях кілометрів від узбережжя. Надзвичайно широке коло заселених комахами місць існування, різноманітні їхні трофічні зв'язки. У результаті вони є найважливішими компонентами всіх біоценозів планети, забезпечуючи їх природну рівновагу (гомеостаз).
Середовищем для комах є всі неорганічні й органічні тіла і кліматичні умови тих місць, в яких вони мешкають. При визначенні впливу окремих факторів середовища на комах розрізняють такі основні градації в силі подразнень: мінімум, нижче якого дана фаза розвитку існувати не може, песимум, коли комаха хоча і не гине, але перебуває в пригніченому стані, оптимум — забезпечує найбільш сприятливі умови життя, і максимум, вище якого комаха гине.
Усі фактори середовища знаходяться у взаємодії один з одним і діють на комах не ізольовано, а як єдине ціле, точно так само, як і комахи впливають на увесь комплекс навколишнього середовища.
На кожну популяцію впливають найрізноманітніші чинники, комахи є, як правило, рухливими тваринами, тому чисельність популяції залежить від швидкості розмноження, здатності до виживання в різних умовах і від здатності до міграції. Чисельність популяції в результаті є величина непостійна.

## Популяція
Види комах існують в природі у вигляді популяцій — групи близькоспоріднених особин, що утворюють окремі поселення. Чисельність особин в популяціях та їх щільність не є стабільною і може змінюватися під впливом екологічних факторів. Ентомологи встановили, що популяції комах можна розділити на дві чітко помітні групи:
- багато популяції мають надзвичайно стабільні розміри, що зберігаються з покоління в покоління;
- чисельність інших популяцій може різко коливатися — наростати за 1—2 покоління до надзвичайно високого рівня, а потім настільки ж швидко падати до дуже малого розміру.

Ці два типи динаміки популяцій послужили основою для двох майже діаметрально протилежних уявлень про причини відмічених коливань. Відповідно до першого з них, у міру зростання популяції виникає все більше екологічних факторів, які, діючи спільно, знижують інтенсивність розмноження, доводячи її до рівня, що підтримує стабільну чисельність виду. Ці процеси називаються залежними від щільності популяції. Прихильники іншої точки зору стверджують, що розміри популяцій коливаються в широких межах, обмежених, насамперед, змінами зовнішніх умов (наприклад, тривалістю вегетаційного періоду, сезонними та географічними коливаннями кількості опадів) і лише в кінцевому рахунку розмірами харчових ресурсів.
Коливання чисельності особин у популяціях мають велике практичне значення. Перш за все, збільшення чисельності та щільності особин комахи-фітофага, яка харчується культурною рослиною, перетворює цю комаху на шкідника: пошкодження рослин стає масовим, що призводить до зниження їх продуктивності і навіть до повної втрати врожаю. Зворотний процес — зниження кількості особин комахи-шкідника — знижує його шкодочинність і при особливо низької щільності може сприяти переходу його у тимчасово нешкідливий стан. Важливі практичні наслідки матиме зміна чисельності інших шкідливих комах — кровососів, переносників хвороб людини і домашніх тварин, різних паразитів тощо Істотні практичні наслідки можуть бути й при зміні чисельності корисних комах — ентомофагів, запилювачів рослин та ін. Зміна кількості і щільності особин тепер прийнято позначати поняттям динаміка популяцій, а розділ екології, що вивчає пов'язані сюди явища, — популяційною екологією.

## Абіотичні фактори впливу
З абіотичних факторів (метеорологічні та ґрунтові умови) велике значення для комах мають температура, вологість, опади, світло і вітер.

### Температура
Температура має дуже великий прямий і опосередкований вплив на усі боки життя комах. Вона визначає швидкість онтогенезу комах, тривалість життя і часто плодючість імаго, ненажерливість і рухливість комах, і темпи їх смертності.
Комахи є пойкілотермними тваринами, тому температура їх тіла в дуже великій мірі залежить від температури навколишнього середовища. У зв'язку з цим вплив температурного фактора середовища в житті комах має дуже велике значення. Температура тіла комахи і його стан закономірно змінюються при зміні зовнішніх температур. Активна життєдіяльність комахи можлива лише в межах певного діапазону температур, який у різних видів може бути різним.
Пристосування комах до температури середовища часто виражається в їх переміщенні. У країнах з помірним і холодним кліматом більшість комах залягає в зимову сплячку в більш захищені від морозів місця, наприклад, під лусочки кори дерев, в опале з дерев листя, ґрунтові комахи йдуть у більш глибокі непромерзаючому шари ґрунту. При температурах середовища, що перевищують оптимальні, багато комах переміщуються в більш прохолодні, сильно затемнені місця, наприклад, в пустельних місцевостях в години сильного нагріву ґрунту багато комах забираються на рослини або зариваються в пісок на глибину, де знаходяться вологі, менш нагріваються шари.
Водночас багато комахи можуть регулювати температуру свого тіла. Це відбувається за рахунок утворення ендогенного тепла, формованого при підвищенні обміну речовин. Це можливо кількома способами, одним з яких є посилення дихання.
При перегріванні тіла комахи йдуть в укриття, ті ж, які не можуть це зробити, наприклад, бабки, приймають таке положення тіла щодо сонця, яке дозволяє підставляти під промені мінімальну площу поверхні тіла. У деяких комах, наприклад, у деяких тропічних совок, спостерігається підвищення випаровування рідини через дихальця і ряд спеціальних отворів у кутикулі на грудях.
У динаміці чисельності та розповсюдженні комах дуже велике значення мають холодостійкість, або здатність переживати вплив знижених температур. Вона не є величиною постійною для одного і того ж виду й змінюється залежно від його фізіологічного стану та біохімічних особливостей. З іншого боку, різні види мають різної холодостійкістю, одні з них, особливо види з більш теплого клімату, гинуть при порівняно незначних опусканнях температури нижче 0ºС, інші ж здатні витримувати значне охолодження: до −30—50 і навіть до −80ºС.
Велику роль у комах у перенесенні низьких температур грає гліцерин, який також виступає як антифриз. У зимуючих стадій ряду видів накопичення в тканинах і гемолімфі цієї речовини знижує точку переохолодження до — 26, — 37°С і навіть нижче.
Велике значення для виживання комах при їх сильному охолодженні має явище переохолодження, відкрите П. І. Бахметьєвим. При переохолодженні рідини тіла зберігаються в рідкому стані при температурах, типових для замерзання рідин. При досягненні температурної межі, критичної температурної точки, або критичної температури, до якої рідини тіла комахи можуть переохолоджуватися без утворення кристалів льоду, відбувається звільнення прихованої теплоти тіла, і температура комахи швидко підвищується майже до 0ºС. Після цього починається вже замерзання соків тіла, і коли температура знову знижується приблизно до того рівня, при якому відбувалося звільнення прихованого тепла, настає смерть комахи.

### Волога
Вміст води в тілі комахи становить від 46 до 92%. Вона необхідна як розчинник для травлення, циркуляції поживних речовин, виносу екскретів, для регуляції осмотичного тиску, а також регуляції теплообміну. Вода видаляється з організму при диханні, випаровуванні з поверхні тіла, при екскреції за допомогою мальпігієвих судин і деякими іншими способами. Надходить вода в тіло комах при живленні. В умовах більш високої вологості середовища гальмування здійснюється слабше, ніж за низькою. Утримання в організмі вологи вимагає спеціальних механізмів: морфологічних, фізіологічних та екологічних. До числа перших відносяться водонепроникна епікутикула, восковий наліт, особлива будова дихання, освіта кокона та ін.
Фізіологічні механізми — це відсмоктування води з травних залишків задньою кишкою, поглинання вологи покривами, надходження вологи з їжею. Так при дефіциті вологи комахи вибирають для живлення найбільш соковиті корми. Екологічні пристосування проявляються в зміні місць існування — вертикальних міграцій в ґрунті, переміщення в знижені вологі місця наземних форм. Цілям регуляції водного обміну служать і деякі випадки сезонного диморфізму. Існують і поведінкові механізми регуляції водного режиму. Відомо, наприклад, що цикади—пінниці, що утворюють слиноподобну піняву масу, у вологому кліматі розвиваються відкрито на стеблах рослин, в сухих же місцевостях в піхвах листків.

### Світло
Світло відіграє істотну роль в житті комах, тому що впливає на фізичні та хімічні процеси, що протікають в їх організмах й на їх обмін речовин із зовнішнім середовищем. Від сили світла і характеру світлових променів залежать зорове сприйняття комах. Поглинання променистої теплової енергії сонця та її відображення робить впливає на температуру тіла комахи й на відсотки терморегуляції і водного обміну. Світло — найважливіший фактор, що регулює річний і життєвий цикл видів: довгий фотоперіод сприяє безперешкодному розвитку багатьох видів, тоді як, короткий фотоперіод, який настає наприкінці літа — на початку осені, стимулює перехід в стан діапаузи.
Комахи розрізняються активністю протягом світлої та темної частин доби: одні види активні при денному світлі, інші при сутінковому, треті ночами. У денних і нічних видів будова і функції очей неоднакові. Денні види мають око аппозиційного типу, в якому до світлочутливих клітин доходять промені, що йдуть лише вздовж омматідія — зображення виходить мозаїчне. В очах суперпозіціонного типу, характерних для нічних видів, до ретінули доходять і деякі косі промені, що сприяє посиленню зображення.
Істотний інтерес представляє реакція комах на штучне світло. Багато хто з них, особливо активні, летять на ультрафіолетове випромінювання. Короткохвильове випромінювання цього діапазону приваблює найбільш різноманітний склад комах.

### Вітер
Вітер є одним з найважливіших факторів розселення багатьох дрібних комах. При цьому крім крилатих імаго, у низці випадків переносяться такі безкрилі комахи і личинки, що наділені вітрильністю. Так гусениць непарного шовкопряда, вкритих «волоссям», переносить вітром на відстань до 20 км.
Комахи також використовують повітряні потоки для розселення на великі відстані. Важливу роль відіграють не тільки горизонтальні, але і вертикальні потоки повітря. Вони підхоплюють комах і переміщують їх у високі горизонти, де вони потрапляють під вплив сильних і постійних вітрів і змушені здійснювати дрейф на висоті 1—2 тис. м. При цьому вони розносяться на сотні кілометрів. Вітром переносяться також великі і важкі комахи. Вітер часто визначає напрямок перельотів комах, при цьому розрізняють позитивний і негативний вплив. Комахи живуть у вітряних місцевостях, набувають пристосувальні морфологічні ознаки і поведінку.
Від вітру значно залежить випаровуюча сила повітря, тобто він пов'язаний і з водним обміном комах. Для деяких комах було відзначено вплив вітру на живлення.

## Гідроедафічні фактори впливу
Увесь комплекс організмів, що знаходяться у ґрунті, називають едафон, а фактори ґрунту — едафічними (від грецького слова едафос — ґрунт). Комахи, що живуть на поверхні ґрунту, називаються «герпетобіонтами» або «ґрунтовими». Усі комахи—герпетобіонти відносяться до розряду «мезофауни», тобто володіють середніми розмірами. Властивості ґрунту визначають видовий склад і чисельність комах, що живуть у ній або на ній, самі ж комахи в результаті життєдіяльності також впливають на ґрунт.

### Ґрунт
У залежності від відносин комах з ґрунтом, їх поділяють на:
- геобіонтів, тобто постійних мешканців ґрунту;
- геофілов, тобто тих, що мешкають в ґрунті тільки в одній своїй фазі;
- геоксенів, тобто тих, що тимчасово відвідують ґрунт.

Роль комах у ґрунтоутворенні проявляється різними способами — шляхом розкладання рослинних залишків, залученням до ґрунту органічної речовини, прокладанням у ґрунті ходів та шляхом заковтування часток ґрунту та пропускання їх через кишечник. Пересуваннями у ґрунті комахи надають вплив на її аерацію, структуру. Комахи можуть перемішувати ґрунт, виносити його частинки з глибших шарів у верхні горизонти і, навпаки, заносити його частинки вглиб.

### Вода
З водним середовищем пов'язано 12 рядів комах. Преімагінальних фази є в усіх видів у бабок, одноденок, веснянок, віслокрилок і волохокрильців є гідробіонтами. У водному середовищі протікає розвиток багатьох видів напівжорсткокрилих. Усі жуки родин плавунців, більшість жуків родин водолюбів, багато двокрилих також розвиваються у водоймах.
В імагінальній фазі повністю не залишають водойм лише дуже небагато видів комах. Тим не менш, дорослі комахи багатьох видів тримаються майже виключно у воді або на її поверхні.
Серед водних комах виділяють наступні групи життєвих форм:
- супранектон — мешканці поверхні води;
- субнектон — мешканці поверхні шару води;
- нектон — мешканці різних шарів води;
- планктон — мешканці товщі води;
- бентос — мешканці дна водойм.

## Біотичні фактори впливу
Найважливішу роль в житті комах відіграють їхні взаємини з різними живими організмами — тваринами і рослинами. Усі вони є біотичні чинниками середовища. Найважливішим їх аспектом є трофічні зв'язки комах.
Їжа необхідна комахам для збільшення розміру їх тіла при онтогенезі, для розвитку їх статевих продуктів і для поповнення енергетичних витрат при їх життєдіяльності. Їжа робить прямий або непрямий вплив на їх плодючість, швидкість розвитку, рухливість, діапаузу, темпи смертності комах, на характер їх угруповань, на їх географічне поширення, на будову їх органів та величину тіла. У багатьох кровосисних двокрилих виявлено особливе явище, що отримало назву гонотрофічного циклу, сутність якого полягає в тому, що розвиток яєць залежить від живлення самиць. На плодючість комах може впливати не тільки живлення імаго, але і живлення личинок самиць.
За характером живлення комах поділяють на «монофагів», тих, що живляться однорідною їжею, і поліфагів — здатних живитись різнорідною їжею. При великій обмеженості у виборі, наприклад, коли комахи живляться на рослинах одної ботанічної родини, їх називають «олігофагами». «Поліфагів», здатних живитись рослинною їжею, називають «фітофагами»; тих, що живляться тільки тваринною їжею — «зоофагами»; тих, що живляться рослинними речовинами. що розкладаються, — «сапрофагами»; тих, що живляться гноєм — «копрофагами». Між зоофагами, фітофагами, сапрофагами і копрофагами у деяких комах немає чіткого розмежування. Факторами, що визначають трофічну спеціалізацію і виборчу здатність стосовно до характеру їжі є особливості метаболізму різних видів та стадій розвитку комах, потреба їх до якісного складу жирів, білків, вуглеводів, наявності певних мінеральних речовин, води, а також певних вітамінів.
Екологічні зв'язки комах з рослинами виражаються в живленні за рахунок різних частин рослин, побічно також у живленні за рахунок тварин-фітофагів і в паразитизмі, а в рідкісних випадках — у хижацтві деяких рослинних організмів на комах. У багатьох випадках рослини використовуються комахами як притулок від несприятливих метеорологічних умов, або укриття від їх природних ворогів. Деякі комахи можуть розселятися по території з насінням і опалим частинами рослин. Відомі випадки симбіозу комах з одноклітинними грибами та бактеріями, що живуть у порожнині тіла комах.
Значення комах для рослин визначається живленням на них комах, впливом комах на чисельність і життєвість інших рослиноїдних тварин, перенесенням комахами збудників захворювань рослин, впливом комах на ґрунтові процеси. Деякі рослинні організми, у свою чергу, розвиваються безпосередньо на комах. Багато бактерій також розвиваються за рахунок комах. Є і вищі комахоїдні рослини, здатні засвоювати білкові речовини. Комахи допомагають розселенню рослин по території.
Комах, не здатних до запилення відвідуваних ними квіток, називають «дістропними»; тих, що не мають спеціальної поведінки, необхідної для запилення квітів, але іноді переносять на собі пилок з квітки на квітку, відносять до «аллотропних», специфічних запилювачів називають «еутропними».

## Анторопогенні фактори впливу
Різні елементи впливу людини на навколишнє середовище називаються антропогенними або антропічний чинниками. Вплив людини і його господарської діяльності на комах представляє одну з найпотужніших форм екологічного впливу. Виступаючи як фактор, що перетворює природу, діяльність людини докорінно змінює сформовані тисячоліттями природні взаємини комах з середовищем. Це виявляється у:
- розорювання і освоєння цілинних земель, меліоративні заходи;
- використання земельних угідь під випас худоби;
- вирубка лісових масивів;
- хімічні заходи, застосування добрив;
- завезення чужорідних видів, зокрема шкідників.